# Schmidt-pókszöcske
A Schmidt-pókszöcske (Poecilimon schmidtii) a fürgeszöcskék családjába tartozó, Délkelet-Európában honos szöcskefaj.

## Megjelenése
A Schmidt-pókszöcske testhossza a hím esetében 19-22 mm, a nőstény 20-23 mm, ehhez járul még a 10 mm-es tojócső. Alapszíne zöld, az egész testen sűrű, vörösbarna pontozással. A torpajzs nyeregszerűen görbült, hátsó szegélye vörösbarnás. A lábak általában feltűnően pirosas vagy sárgás színűek. A szeme színe változó, lehet barna, piros, zöld. Szárnyai csökevényesek, a hímnél vörösbarnák és pikkelyszerűek, a nőstény szárnyai ki sem látszanak a torpajzs alól. A hím sárgás vagy narancsszínű cercusai (potrohfüggelékei) a végükön kampószerűen befelé görbülnek és hegybe kihúzottak. A nőstény tojócsöve felfelé ívelő, a vége finoman fogazott.
Ciripelése rövid, éles hangokból áll, melyeket 1-2 másodpercenként ad. 

### Hasonló fajok
Közeli rokonaival (Brunner-pókszöcske, Fuss-pókszöcske, keleti pókszöcske) lehet összetéveszteni.

## Elterjedése
Európában honos az Észak- és Közép-Balkánon, a Kárpát-medencében, a Krímen és a Nyugat-Kaukázusban. Magyarországon ritka, populációi izoláltak. Többek között a Zemplénben (itt van a legnagyobb populációja), a Visegrádi-hegységben, a Budai-hegységben, a Dráva völgyében, a Beregi-síkon, Gyula mellett ismertek állományai. 

## Életmódja
Közepesen nedves, változatos növényzetű, erdőszéleken, bokros tisztásokon, ligetes erdőkben él. Növényevő. Főleg az alacsonyabb bokrokon vagy a magasabb gyepszintben található meg. Inkább a szélesebb leveleken tartózkodik, többnyire keveset mozog, ezért - és zöld színe miatt - nehezen vehető észre. Nagyon félénk, kisebb zavarásra is gyakran ugrik a földre. 
Kifejlett példányaival júliustól szeptember elejéig lehet találkozni. Az áttelelő petékből áprilisban kelnek ki a lárvái. 
Magyarországon védett, természetvédelmi értéke 10 000 Ft.